# Паметник на Павел Бобеков (Велико Търново)
 Тази статия е за паметника във Велико Търново.  За паметника в Панагюрище вижте Паметник на Павел Бобеков (Панагюрище).  
Паметникът на Павел Бобеков, във Велико Търново е поставен на место, което отец Славчо прави полукръг из двора, където сред рози и гербери се виждат надгробни обелиски и където би могъл да се намира гроба на революционера.
Паметникът е издигнат на 25 април 1996 г. по инициатива на културния отдел към община Велико Търново пред храм „Свети Николай“ в града. Изпълнен е от гранит, докаран от Малко Търново. Националният институт за недвижимо културно наследство към Министерство на културата, подпомогнат от местната структура на Общобългарския комитет „Васил Левски“ и Висшето военно общовойсково училище „Васил Левски“ действат паметника да бъде поставен по време на тържествата във връзка на 120-годишнината от Априлското въстание.
За това дело са привлечени скулпторът Панайот Димитров и архитект Теофил Теофилов. На тържествената церемония по откриването присъстват акад. Благовест Сендов, като председател на Народното събрание, а словото е прочетено от Илчо Димитров, министър на образованието. Паметникът е осветен от търновския владика митрополит Григорий.
Съвсем наблизо до паметника се намира къщата на Иван Хаджидимитров (1845 – 1922), председател на революционния комитет във Велико Търново и участник във въстанията от 1875 и 1876 г. Във взаимното училище, помещавало се в самата църква „Свети Николай“, през 1879 г. са проведени неофициалните събрания на Учредителното събрание по „Общонародния въпрос“, с участието на делегати от Мизия, Тракия и Македония.